# Flugwetterdienst

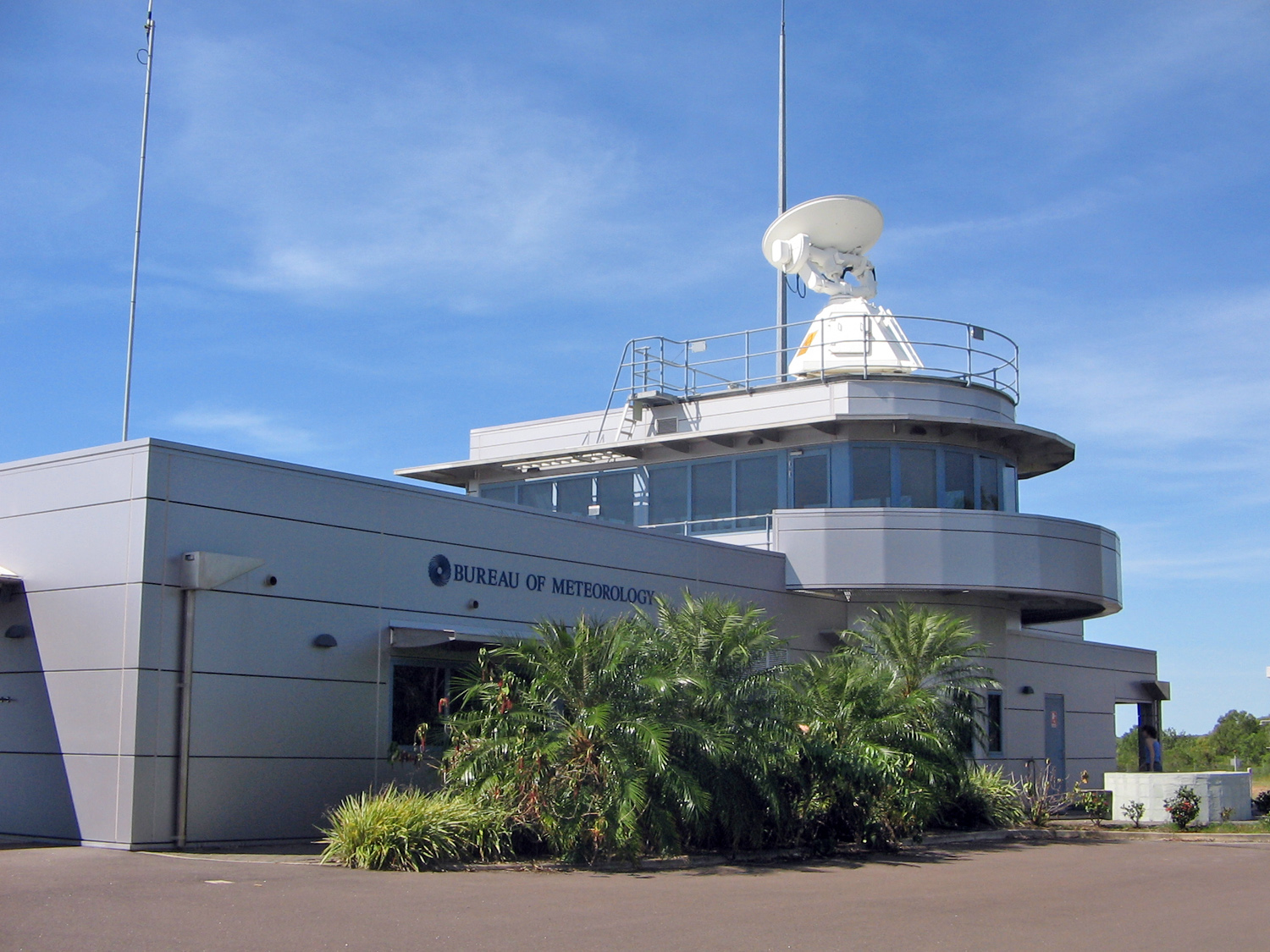
Die Niederlassung des australischen Wetterdienstes Bureau of Meteorology am Flughafen Darwin, der auch für die Flugwettervorhersage verantwortlich ist

Flugwetterdienste sind Behörden und Unternehmen, die mit der Bereitstellung von für den Flugbetrieb wichtigen meteorologischen Informationen beauftragt sind. Entsprechende Niederlassungen gibt es auf den meisten internationalen Verkehrsflughäfen.

## Geschichte
Anlässlich einer internationalen Luftverkehrskonferenz im Oktober 1929 in Zürich wurde eine Resolution verabschiedet, in welcher sich die Teilnehmer zur Einrichtung von „fachmännisch geleiteten Wetterdiensten“ für Hauptverkehrsflugplätze verpflichteten. Die Dienste sollten spätestens auf Beginn der Flugsaison 1931 bereitstehen und Piloten informieren und beraten. Im Falle der Schweiz übernahm der Bund die Ausbildung und Anstellung dreier an der Eidgenössischen Meteorologischen Zentralanstalt auszubildenden Meteorologen für die Hauptflugplätze Basel, Genf und Zürich. Die Standortkantone wurden verpflichtet, Räumlichkeiten, Geräte und Hilfspersonal zur Verfügung zu stellen.

## Aufgaben der Flugwetterdienste
Ihre Aufgabe ist es,
- einen den Erfordernissen der Luftfahrt angepassten Wetterbeobachtungs- und Meldedienst durchzuführen,
- das Luftfahrtpersonal schriftlich und mündlich zu beraten sowie mit flugmeteorologischen Informationen zu versorgen,
- Wetterdaten an die Flugsicherung, die diese zur Sicherung des Luftverkehrs sowie zur Information des Luftfahrtpersonals im Fluge benötigt, zu übermitteln,
- eine kontinuierliche Flugwetterüberwachung durchzuführen und Warnungen herauszugeben sowie
- flugmeteorologische Fragestellungen wissenschaftlich zu bearbeiten und flugklimatologische Daten bereitzustellen.[2]

Die detaillierte Arbeitsweise der Flugwetterdienste richtet sich nach den ICAO-Standards im Annex 3 der für alle Mitgliedstaaten verbindlichen ICAO-Konvention.

## Zentren und weitere Dienststellen
Die Zentralen der Flugwetterdienste verschiedener Staaten befinden sich meist nahe der Hauptstadt oder sind beim wichtigsten internationalen Flughafen angegliedert. Die Aufgaben werden meist von (ehemals) staatlichen Behörden oder dem Militär übernommen.
- Für Deutschland ist der Deutsche Wetterdienst (DWD) mit Luftfahrtberatungszentralen (LBZ) in Hamburg, Berlin, Essen, Frankfurt und München zuständig,
- für Österreich ist die Austro Control auf dem Flughafen Wien-Schwechat zuständig,
- für die Schweiz arbeitet die MeteoSchweiz (SMA) am Flughafen Zürich-Kloten,
- in Italien der Flugwetterdienst der ENAV und ansonsten der militärische Wetterdienst,
- in Luxemburg die zur Luftfahrtbehörde gehörende MeteoLux am Flughafen Luxemburg.

Die Flugwetterüberwachungsstellen (Meteorological Watch Offices, MWOs) sind auch für die Erstellung und Verbreitung von Wetterwarnungen in der definierten Form von SIGMET-, GAMET und AIRMET-Meldungen zuständig.
Neben dieser Zentrale gibt es meist weitere Flugwetterstationen, z. B. in Österreich an den Flughäfen von Linz, Salzburg, Innsbruck, Graz und Klagenfurt. In Deutschland existieren Flugwetterwarten an den 16 internationalen Verkehrsflughäfen, an denen auch die Deutsche Flugsicherung eine Niederlassung hat. Für diese Orte können meist bessere Wettervorhersagen erstellt werden als dies zentral möglich wäre. Sie werden erstellt mit Hilfe der zentralen Datenbanken und europaweiten Prognosen (siehe Reading in England), aus Satellitenbildern, lokalen Wetterbeobachtungen und der zugehörigen lokalen Erfahrung und sind dadurch auch flexibler für (teilweise kostenpflichtige) Anfragen aus anderen Bereichen wie z. B. der Landwirtschaft, der Astronomie und den Versicherungen.